# Emmy (Vorname)
Emmy ist ein weiblicher Vorname.

## Herkunft und Bedeutung
Beim Namen Emmy handelt es sich um einen Diminutiv von Emma oder Emily.

## Verbreitung
Der Name Emmy stieg in Frankreich in den späten 1990er und frühen 2000er Jahren in den Vornamenscharts auf. Seit 2009 gehört der Name zu den 100 meistvergebenen Mädchennamen und hat sich dort im hinteren Viertel etabliert. Im Jahr 2021 belegte Emmy Rang 93 der Hitliste.
In Schweden zählte Emmy bis 2009 zur Top-100 der Vornamenscharts.
In Deutschland belegte Emmi im Jahr 2021 Rang 102 der Hitliste. Jedoch wurden in der Statistik verschiedene Schreibweisen des Namens zusammengefasst. Nur etwa 29 % der Namensträgerinnen trägt den Namen in der Schreibweise Emmy. Bei 68 % wurde die Variante Emmi gewählt, ca. 3 % tragen die Schreibweise Emmie.

## Varianten
Neben Emmy existieren die Schreibweisen Emmi und Emmie.
Für weitere Varianten: siehe Emma (Vorname)#Varianten und Emilia#Varianten

## Namensträgerinnen
- Emmy Albus (1911–1995), deutsche Leichtathletin
- Emmy Andriesse (1914–1953), niederländische Fotografin
- Emmy Beckmann (1880–1967), deutsche Pädagogin und Politikerin
- Emmy Bergmann (1887–1972), deutsche Kinderärztin und Montessoripädagogin
- Emmy Bernatzik (1904–1977), österreichische Ethnologin und Autorin
- Emmy Bettendorf (1895–1963), deutsche Opernsängerin
- Emmy von Bomsdorff-Leibing (1886–nach 1936 und vor 1977), deutsche Schriftstellerin
- Emmy von Borgstede (1864–1934), deutsche Schriftstellerin
- Emmy Braun (1826–1904), deutsche Kochbuchautorin
- Emmy Brode (1890–1967), deutsche Kunstmalerin
- Emmy Burg (1908–1982), deutsche Film- und Theaterschauspielerin
- Emmy Cero-Friedl (* 1946), österreichische Malerin
- Emmy Clarke (* 1991), US-amerikanische Schauspielerin
- Emmy Damerius-Koenen (1903–1987), deutsche Politikerin
- Emmy Danckwerts (1812–1865), deutsche Diakonisse
- Emmy Diemer-Nicolaus (1910–2008), deutsche Politikerin
- Emmy von Dincklage (1825–1891), deutsche Romanschriftstellerin
- Emmy Dörfel  (1908–2002), deutsche Krankenschwester
- Emmy von Egidy (1872–1946), deutsche Bildhauerin und Schriftstellerin
- Emmy Eschricht (1834–1900), deutsche Autorin
- Emmy du Féaux (1837–nach 1908), deutsch-baltische Schriftstellerin und Journalistin
- Emmy Flemmich (1889–1969), österreichische Film- und Theaterschauspielerin
- Emmy Freundlich (1878–1948), österreichische Politikerin und Schriftstellerin
- Emmy Göber (1929–2010), österreichische Politikerin
- Emmy Göring (1893–1973), deutsche Schauspielerin und Ehefrau von Hermann Göring
- Emmy Gotzmann (1881–1950), deutsche Malerin
- Emmy Grave (1885–1965), deutsche Pädagogin und Frauenrechtlerin
- Emmy Haesele (1894–1987), österreichische Grafikerin und Malerin
- Emmy Heim (1885–1954), österreichisch-kanadische Sängerin und Musikpädagogin
- Emmy Heller (1886–1956), deutsche Historikerin
- Emmy Hennings (1885–1948), deutsche Schriftstellerin, Schauspielerin und Kabarettistin
- Emmy Herzog (1903–2009), deutsche Autorin
- Emmy Hiesleitner-Singer (1884–1980), österreichische Graphikerin und Malerin
- Emmy Holz (1902–1923), estnische Balletttänzerin
- Emmy Jülich (1901–1985), deutsche Schauspielerin
- Emmy Kaemmerer (1890–unbekannt), deutsche Politikerin
- Emmy Klieneberger-Nobel (1892–1985), deutsch-britische Mikrobiologin
- Emmy Klinker (1891–1969), Malerin
- Emmy Kreiten-Barido (1894–1985), deutsche Sängerin
- Emmy Kristiansen (* 2000), norwegische Sängerin
- Emmy Krüger (1886–1976), deutsche Opernsängerin
- Emmy Lanzke (1900–1962), deutsche Kommunalpolitikerin und Sozialfunktionärin
- Emmy Lischke (1860–1919), deutsche Malerin
- Emmy Lisken (1923–2020), deutsche Opern-, Konzert- und Oratoriensängerin und Gesangspädagogin
- Emmy Loose (1914–1987), österreichische Opernsängerin
- Emmy Lopes Dias (1919–2005), niederländische Schauspielerin
- Emmy Lüthje (1895–1967), deutsche Politikerin
- Emmy Mauthner (1865–1942), österreichische Theater- und Filmschauspielerin
- Emmy Meyer (1866–1940), deutsche Malerin
- Emmy Meyer-Laule (1899–1985), deutsche Politikerin (SPD)
- Emmy Moor (1900–1979), Schweizer Journalistin
- Emmy Murphy, US-amerikanische Mathematikerin
- Emmy Noether (1882–1935), deutsche Mathematikerin
- Emmy Percy-Wüstenhagen (1905–1975), österreichische Schauspielerin
- Emmy Putzinger (1921–2001), österreichische Eiskunstläuferin
- Emmy Raver-Lampman (* 1988), US-amerikanische Schauspielerin
- Emmy Rebstein-Metzger (1898–1967), deutsche Juristin, Frauenrechtlerin und Unternehmerin
- Emmy Remolt-Jessen (1876–1948), deutsche Theaterschauspielerin und Schauspiellehrerin
- Emmy von Rhoden (1829–1885), deutsche Schriftstellerin
- Emmy Rossum (* 1986), US-amerikanische Sängerin, Schauspielerin und Regisseurin
- Emmy Roth (1885–1942), deutsche Silberschmiedin
- Emmy Sauerbeck (1894–1974), Tänzerin, Choreographin und Tanzpädagogin
- Emmy Schaumann (1901–1981), deutsche Politikerin
- Emmy Schörg (1930–2020), österreichische Schauspielerin
- Emmy Scholem (1896–1970), deutsche Politikerin
- Emmy Sonntag-Uhl (1860–1913), österreichische Sängerin
- Emmy Stein (1879–1954), deutsche Botanikerin und Genetikerin
- Emmy Stradal (1877–1925), österreichische Politikerin
- Emmy Surén (1873–1974), eine deutsche Krankenschwester und Hebamme
- Emmy Sylvester (1910–1994), österreichisch-US-amerikanische Kinderärztin und Psychoanalytikerin
- Emmy Vosen (1881–1944), deutsche Schneiderin und Modistin
- Emmy Walser (1899–1992), Schweizer Kindergärtnerin und Reformpädagogin
- Emmy Wehlen (1886–1977), deutsche Operettensängerin und Schauspielerin
- Emmy Wellesz (1889–1987), österreichische Kunsthistorikerin
- Emmy Werner (* 1938), österreichische Schauspielerin und Regisseurin
- Emmy Werner (1929–2017), US-amerikanische Entwicklungspsychologin
- Emmy von Winterfeld-Warnow (1861–1937), deutsche Schriftstellerin
- Emmy Woitsch (1894–1981), österreichische Malerin
- Emmy Wolff (1890–1969), deutsch-britische Pädagogin, Wohlfahrtspflegerin, Lyrikerin sowie frauenbewegte Publizistin und Aktivistin
- Emmy Wyda (1876–1942), deutsche Schauspielerin
- Emmy Zehden (1900–1944), deutsche Widerstandskämpferin gegen den Nationalsozialismus